# 大切な人 (植村花菜の曲)
「大切な人」（たいせつなひと）は、植村花菜の1枚目のシングルである。

## 概要
- メジャーデビューシングルであり、これ以降は全てキングレコードによる制作である。
- CD EXTRA仕様でプロモーションビデオ「大切な人」が収録されている。

## 収録曲
1. 大切な人
（作詞：渡辺なつみ 作曲：亀田誠治）
2. その先の想い
（作詞：渡辺なつみ 作曲：亀田誠治）
3. あしおと
（作詞・作曲：花菜 編曲：弥吉淳二）
4. 大切な人（Instrumental）

## 楽曲エピソード
- 「大切な人」の発売日前日、新宿の大手CDショップに自分のCDを買いに行くが、店員に本人と気づかれず、自分の出演するインストアライブを薦められた[1]（後日談で『ミルクティー』のときのエピソードはこちらに[2]）。